# HMS Captain (1787)
HMS(HerMajestyShip) Captain (Капітан)— 74-гарматний двопалубний лінійний корабель Королівського флоту, спущений на воду 26 листопада 1787 року в Лаймгаусі. Третій корабель Королівського флоту, який має назву HMS Капітан та четвертий лінійний корабель типу Canada. Був складовою флоту під час французьких революції та наполеонівських війн, перш ніж відправили його на рейдову службу до порту в 1799 році. Нещасний випадок призвів до пожежі та згодом до затоплення в 1813 році. Пізніше того ж року корабель був піднятий та розібраний.

## Французькі революційні війни
На початку Війни за незалежність у Франції він був частиною Середземноморського флоту, який окупував Тулон на запрошення роялістів у 1793 році, але був змушений залишити місто після тиску революційних військ  під час подій, в котрих прославився Наполеон Бонапарт. Під час цієї операції Capitan був розгорнутий у рейді на Геную. 
9 березня 1795 року Капітан під командуванням капітана Самуеля Ріва разом із середземноморським флотом відплив з Ліворно зустрівши французький флот наступного дня. На світанку 13 березня адмірал Вільям Хотем підняв сигнал загальної погоні, яка завершилася наступного дня захопленням Ca-Ira та Censeur, і два флоти розійшлися у протилежних напрямках.
8 липня 1795 року флот став на якорі в затоці Сент-Флоран. Коли було отримано відомості, що французький флот знаходиться неподалік, британці вдалися до переслідування. Противника було виявлено 13 липня, було віддано наказ для спільної погоні, але бій закінчився з невизначеним результатом, французи втратили лише один 74-гарматний корабель. В результаті на адмірала Вільяма Хотема обру́шується хвиля критики і, можливо, саме тому 1 листопада 1795 року він був усунутий зі своєї посади.
У червні 1796 року адмірал сер Джон Джервіс перевів капітана Гораціо Нельсона з HMS Агамемнона в Capitan. Джервіс призначив Нельсона комодором ескадри, яка вперше була розгорнута біля Ліворно під час походу Наполеона через північну Італію.
У вересні 1796 року Гілберт Елліот, британський віце-король Англо-Корсиканського королівства, вирішив, що необхідно очистити Капрая, яка належала генуезцям і яка служила базою для каперів. Він послав Нельсона та Капітан, разом з транспортом Gorgon, Vanneau, катером Роуз і військами 51-го піхотного полку для виконання цього завдання у вересні. По дорозі до них приєдналася Minerva. Війська висадилися 18 вересня, і острів негайно здався. Пізніше того ж місяця Нельсон керував виходом британців з Корсики.
У лютому 1797 року Нельсон приєднався до флоту Джервіса в 25 милях на захід від мису святого Вікентія на південно-західному краю Португалії, якраз перед тим, як він перехопив іспанський флот 14 лютого. Битва біля мису святого Вікентія принесла славу Джервісу та Нельсону. Джервіса зробили граф Сент-Вінсент, а Нельсона посвятили в лицарі за ініціативу та сміливість.
Нельсон зрозумів, що головні іспанські кораблі тікають, і змусив Капітан вирватися з лінії бою, щоб атакувати набагато більші іспанські кораблі. Captain обмінявся вогнем з іспанським флагманом Santísima Trinidad, який був обладнаний 136 гарматами на чотирьох палубах. Пізніше Капітан впритул зачепив 80-гарматний San Nicalas, коли іспанський корабель був виведений з ладу бортом від Excellent і врізався в інший корабель, San Josef зі 112 гарматами. Оскільки Капітан був важко маневрений, Нельсон керував своїм кораблем поруч із Сан Ніколасом, на борт якого він сів. Нельсон готувався наказати своїм людям піднятися на борт San Josef наступним, коли корабель дав сигнал про свій намір здатися. Абордування Сан-Ніколаса, яке призвело до захоплення двох більших кораблів, пізніше було увічнено як «Патентний міст Нельсона» по захопленню лінійний кораблів.
Капітан отримав найбільше пошкоджень з британських кораблів, оскільки перебував у центрі бойових дій довше, ніж будь-який інший корабель. Після ремонту він повернувся до служби і 6 травня 1799 року відплив до Середземного моря, де приєднався до ескадри капітана Джона Маркхема.
Після битви при Олександрії ескадра під командуванням контр-адмірала Жана-Батиста Перре, що складалася з 40-гарматного Юнона, 36-гарматного Alceste, 32-гарматного Courageuse, 18-гарматного Саламіна(Infante,Spain->Infante,France->HMS Salamine,UK) та бригу , втекла до Генуї.
17 червня 1799 року французька ескадра, яка все ще була під командуванням Перре, прямувала з Яффо до Тулона, коли зіткнулася з британською ескадрою під командуванням Маркхема в Centaur. Під час наступної операції 18 червня 1799 року британці захопили всю французьку ескадру, а Капітан захопив Alerte. Маркхем описав цей корабель як бриг з 14 гармат і 120 чоловік під командуванням лейтенанта Дюме.
23 листопада 1800 року капітан сер Річард Страчен у Капітані переслідував французький конвой до Морбіана, де він сховався під захистом берегових батарей і 20-гарматного корвета Реолез. Magicienne змогла притиснути корвет до берега в Порт-Навало, але вона знову зійшла. Потім найнятий озброєний катер Суворов відбуксирував чотири човни з Капітаном лейтенантом Хенною та загоном моряків і морської піхоти. Найняті озброєні катери Nile і Lurcher відбуксирували ще чотири човни з Magicienne. Хоч абордажний загін висадився під сильним вогнем картечі та мушкету, вона змогла підпалити корвет; незабаром після цього судно вибухнуло. Лише один британський моряк, член екіпажу з Суворова, загинув. Однак вітрила та такелаж Суворова були настільки сильно порізані, що Капітану довелося буксирувати його. У французькому звіті про цю подію говориться, що капітан Дюкло, побачивши наближення британців, вивів Реолез на берег і спалив її.

## Наполеонівські війни
У 1807 році він був одним з тих, хто ескортував експедицію, що вирушила з Фалмута і зрештою атакувала Буенос-Айрес. Коли експедиція досягла островів Кабо-Верде, повернули на північ.
Капітан розділив з Amaranthe, Pompee та Morne Fortunee призовий фонд у 772 фунтів стерлінгів за захоплення Фредеріка 30 грудня 1808 року. Ці гроші були виплачені в червні 1829 року.
Капітан брав участь у захопленні Мартиніки в 1809 році. У квітні 1809 року велика французька ескадра прибула до Іль-де-Сент, на південь від Гваделупи. Там вони були заблоковані до 14 квітня, коли британські війська під командуванням генерал-майора Фредеріка Мейтленда вторглися та захопили острови. Капітан був серед військово-морських кораблів, котрі розділили доходи від захоплення островів.
Пізніше того ж року Капітана було прийнято на службу в порт. 22 березня 1813 року випадково згоріло в Хамоазе біля Плімута, Девон. У той час корабель проходив процес перетворення на плашкоут. Коли стало зрозуміло, що вогонь, який почався на носу корабля, загасити не вийде, його швартові були перерізані, і його відбуксирували на безпечну відстань від інших суден, щоби воно могло згоріти. Незважаючи на це, було віддано наказ затопити корабель. Катери у гавані відкрили по ньому вогонь із карронад та розпочали одногодинний обстріл його. Корабель нарешті затонув після того, як згорів до ватерлінії. У пожежі загинуло дві людини. Затонулий корабель був піднятий у липні та розібраний у Плімуті.

## Цитати
- Anthony Preston, The World's Worst Warships. Conway Maritime Press (2002). ISBN 0-85177-754-6
- Goodwin, Peter (2002) Nelson's Ships - A History of the Vessels in which he Served, 1771-1805. Conway Maritime Press. ISBN 0-85177-742-2
- Hepper, David J. (1994). British Warship Losses in the Age of Sail, 1650-1859. Rotherfield: Jean Boudriot. ISBN 0-948864-30-3.
- James, William (1837). The Naval History of Great Britain, from the Declaration of War by France in 1793, to the Accession of George IV. Т. 1. R. Bentley.
- Lavery, Brian (2003) The Ship of the Line - Volume 1: The development of the battlefleet 1650-1850. Conway Maritime Press. ISBN 0-85177-252-8.
- Roche, Jean-Michel (2005). Dictionnaire des bâtiments de la flotte de guerre française de Colbert à nos jours. Т. 1. Group Retozel-Maury Millau. ISBN 978-2-9525917-0-6. OCLC 165892922.
- Troude, Onésime-Joachim (1867). Batailles navales de la France. Т. 3. Challamel ainé.
- Winfield, Rif (2008). British Warships in the Age of Sail 1793–1817: Design, Construction, Careers and Fates. Seaforth Publishing. ISBN 978-1-86176-246-7.
- Winfield, Rif; Roberts, Stephen S. (2015). French Warships in the Age of Sail 1786–1861: Design Construction, Careers and Fates. Seaforth Publishing. ISBN 978-1-84832-204-2.